# Copa del món de Pitch and Putt 2004
La Copa del món de Pitch and Putt 2004 es va disputar a Chia (Itàlia), en la primera edició d'aquesta competició organitzada per la Federació Internacional de Pitch and Putt (FIPPA), amb la presència de 8 seleccions nacionals. Catalunya va guanyar aquesta Copa del Món que es va jugar entre el 8 i el 10 d'octubre.

## Fase de qualificació
| Qualificació 36 forats       |     |
| França                       | 263 |
| Catalunya                    | 270 |
| Noruega                      | 279 |
| Gran Bretanya                | 280 |
| Països Baixos                | 287 |
| San Marino                   | 288 |
| Itàlia                       | 289 |
| Suïssa                       | 310 |
| * 5 millors resultats dels 6 |     |

## Fase final
| Quarts de final |               |         |
| França          | Suïssa        | 4-1     |
| Catalunya       | Itàlia        | 5-0     |
| Noruega         | San Marino    | 4-1     |
| Països Baixos   | Gran Bretanya | 4,5-0,5 |

| Semifinals    |            |         |
| Catalunya     | Noruega    | 3,5-1,5 |
| Països Baixos | França     | 2,5-2,5 |
| 5-8 llocs     |            |         |
| Gran Bretanya | Suïssa     | 3-2     |
| Itàlia        | San Marino | 3,5-1,5 |

| Final         |               |         |
| Catalunya     | Països Baixos | 3-2     |
| 3-4 llocs     |               |         |
| França        | Noruega       | 2,5-2,5 |
| 5-6 llocs     |               |         |
| Gran Bretanya | Itàlia        | 3-2     |
| 7-8 llocs     |               |         |
| Suïssa        | San Marino    | 4-1     |

## Classificació final
1. Catalunya
2. Països Baixos
3. França
4. Noruega
5. Gran Bretanya
6. Itàlia
7. Suïssa
8. San Marino